# Eremaea ebracteata
Eremaea ebracteata är en myrtenväxtart som beskrevs av Ferdinand von Mueller. Eremaea ebracteata ingår i släktet Eremaea och familjen myrtenväxter.

## Underarter
Arten delas in i följande underarter:
- E. e. brachyphylla
- E. e. ebracteata